# João Coimbra
João Coimbra, de son nom complet João Carlos Amaral Marques Coimbra, est un footballeur portugais né le 24 mai 1986 à Santa Comba Dão. Il évolue au poste de milieu.

## Biographie
Il remporte le Championnat d'Europe des moins de 17 ans 2003 avec l'équipe du Portugal.
Il joue à compter de 2009 au GD Estoril-Praia.

## Carrière
- 2005-2006 :  Benfica Lisbonne B
- 2006-2008 :  Benfica Lisbonne
- → 2007-2008 :  CD Nacional (prêté par Benfica)
- 2008-2009 :  CS Marítimo
- → 2008-2009 :  Gil Vicente FC (prêté par Marítimo)
- depuis 2009 :  GD Estoril-Praia[1],[2]

## Palmarès

### En club
Avec le GD Estoril-Praia :
- Champion du Portugal D2 en 2012

### En sélection
- Vainqueur du championnat d'Europe des moins de 17 ans en 2003